# Атанас Копрившки
Атанас Ангелов Копрившки е български търговец, офицер и общественик.

## Биография
Роден е през 1862 г. в Пазарджик. Завършва Роберт колеж в Цариград, а след това Военно училище в Одеса. Като офицер участва в детронацията на княз Александър Батенберг на 9 август 1886 г. и заради русофилски възгледи е уволнен. През 1887 г. се завръща в Пазарджик. В 1894 г. е назначен за околийски началник в Брезник. На 24 април 1894 г. участва в митинг против правителството на Стефан Стамболов. През 1899 г. е уволнен като офицер. Съидейник е на политика Борис Вазов. През 1910 – 1911 г. е инициатор за отваряне на първото постоянно кино „Илюзион" в Пазарджик, инсталирано в салона на читалище „Виделина". Наследява оризищата на баща си и се занимава с търговия на ориз. Умира през 1913 г. в Пазарджик.